# Střížovice, Jindřichův Hradec
Střížovice là một làng thuộc huyện Jindřichův Hradec, vùng Jihočeský, Cộng hòa Séc.